# TI Fluid Systems
TI Fluid Systems er en britisk producent af væskesystemer til bilindustrien. Systemerne inkluderer brændstof-tanksystemer, køle-systemer og bremsesystemer. Der bildele kendes under mærker som Bundy, Walbro og Marwal.